# Otto Bernhard Wendler
Otto Bernhard Wendler, auch O.B. Wendler und OBW, Pseudonym Peter Droß (* 10. Dezember 1895 in Frankenberg, Amtshauptmannschaft Flöha, Sachsen; † 7. Januar 1958 in Burg, Bezirk Magdeburg), war ein deutscher Pädagoge und Schriftsteller.

## Leben
Otto Bernhard Wendler war der Sohn eines Kupferschmiedemeisters. Nach dem Umzug seiner Eltern wuchs er seit 1900 in Brandenburg an der Havel auf. Nach der Bürgerschule (Knaben-Mittelschule) wurde er 1910 Zögling der Präparandenanstalt und danach des Lehrerseminars in Genthin. 1914 zog er von dort als Freiwilliger (Jäger) in den Ersten Weltkrieg und kehrte erst 1918 als Leutnant der Reserve zurück. Er kehrte an das Lehrerseminar zurück und beendete es 1920 mit der ersten Lehrerprüfung. Aus dieser Zeit rührt wahrscheinlich schon seine Bekanntschaft mit dem späteren Filmregisseur Robert A. Stemmle, der ebenfalls von 1919 bis 1923 in Genthin zum Lehrer ausgebildet wurde.
Otto Bernhard Wendler kam als entschiedener Kriegsgegner aus dem Krieg zurück und trat deshalb 1921 in die SPD ein. Nach einer Vertretungsstelle war er von 1921 bis 1923 Lehrer in Bergzow bei Genthin, wo er auch seine zweite Lehrerprüfung ablegte. Hier gründete er einen Arbeitergesangverein und einen Arbeiterfußballverein. 1923 ging er an die neu eröffnete Schule in Kirchmöser West. Als engagierter Vertreter der Reformpädagogik gestaltete er nicht nur den Schulunterricht, sondern bezog auch die Eltern durch Gründung einer Bildungsgemeinschaft ein, die er später als erste ländliche Volkshochschule bezeichnete. Er war auch Gemeindevertreter in Kirchmöser. Daneben interessierte er sich stark für das Theater, besuchte viele Vorstellungen in Brandenburg (Havel) und schrieb für SPD-Tageszeitung Brandenburger Zeitung Theaterkritiken, kleine Geschichten und Glossen zu aktuellen Themen.
Im April 1927 wurde Otto Bernhard Wendler als Rektor an die neu gegründete „Sammelschule“ berufen. Diese weltliche Schule (ohne Religionsunterricht, dafür mit Lebenskundeunterricht) war von den Freidenkern gefordert und vom zuständigen SPD-Stadtrat innerhalb von drei Monaten in der Neustadt von Brandenburg (Havel) am Katharinenkirchplatz eingerichtet worden. Im gleichen Jahr wurde er Mitglied im von Paul Oestreich geleiteten Bund Entschiedener Schulreformer. Als Rektor entwickelte Wendler vielfältige kulturelle Initiativen, organisierte er neue Formen von Elternabenden sowie Schulfeste, Lichtfeiern (vor Weihnachten) und Sonnenwendfeiern, schrieb dafür Lieder, Tänze, Sketche sowie Theaterstücke und unterstützte die Jugendweihen. 1930 und 1931 fanden diese Feiern auch jeweils viermal im ausverkauften städtischen Theater statt. Weiterhin war er Stadtverordneter der SPD.
Neben seiner Tätigkeit als Theaterkritiker begann er in diesen Jahren auch verstärkt literarisch zu arbeiten. Nach einigen erfolgreichen Büchern und Puppenspielen für Kinder und Jugendliche verarbeitete er seine Kriegserlebnisse in seinem ersten Roman Soldaten Marieen (1929), der auch in englischer Übersetzung in Großbritannien und den USA verbreitet wurde. Darin schildert Otto Bernhard Wendler auch die Nöte und Leiden der Frauen in der Heimat und den besetzten Gebieten. Der zweite Roman Laubenkolonie Erdenglück (1931) schilderte anschaulich die Verhältnisse der arbeitenden Bevölkerung in der Weltwirtschaftskrise in einer wirklich existierenden Laubenkolonie in Brandenburg (Havel). Die Sehnsucht der Industriearbeiter nach Natur sowie menschliche und politische Bestrebungen der Arbeiter kommen in einer Sprache zum Ausdruck, die der Sprechweise in der Stadt entsprach. Das 1932 erstmals erschienene und später mehrfach wieder aufgelegte Jugendbuch Zirkuspaul gehörte in den 1940er und 1950er Jahren, also in einer Zeit, da die Niederlande nicht gerade als deutschfreundlich gelten mochten, zum Bestandteil der niederländischen Schulliteratur.
Seine teilweise sozialkritischen und antimilitaristischen Romane und Stücke sowie seine reformpädagogische und sozialistische Einstellung bei seiner Tätigkeit als Schulleiter führten schon im Januar 1933 zur zwangsweisen Entfernung aus der Schule durch die Nationalsozialisten. Nach einem formellen Disziplinarverfahren wurde er 1934 aus dem Schuldienst ohne Pensionsanspruch entlassen und ihm der Rektortitel aberkannt. Es folgte das Verbot der meisten seiner Werke. Seit 1933 lebte Otto Bernhard Wendler in Burg (bei Magdeburg) und stand ab 1936 unter Polizeiaufsicht. Zeitweise schrieb er unter dem Pseudonym Peter Droß und zog sich in seinen weithin bekannten Jugendromanen (Schneider-Abenteuer-Bücher) auf unpolitische Themen zurück. Durch seine Bekanntschaft mit Schauspielern der UFA wie Hans Albers, Ilse Werner und Heinz Rühmann und den Regisseur Robert A. Stemmle wirkte er auch, zum Teil anonym, an vielen Filmbüchern mit, so u. a. möglicherweise für die herausragenden Filme Große Freiheit Nr. 7 und Münchhausen. Durch Stemmle kam er 1937 auch offiziell als Drehbuchautor im Filmgeschäft unter.
„Der zufällige Dichter“, so nannte sich Otto Bernhard Wendler selbst, ließ mit komödiantischem Gestaltungstalent die Moderne Einzug in das traditionelle Märchen halten. Der Romancier, Theaterkritiker, Dramatiker und Verfasser von Hörspielen zeigte ausgeprägte Lust am Fabulieren. In den späten Romanen Als die Gewitter standen (1954) und Von den sieben Seen (1956) lieferte er eine profilierte Darstellung von Charakteren ab und glänzte in seinen Texten durch eine ursprüngliche, unbekümmerte Sprache.
Nach Kriegsende 1945 bot man Otto Bernhard Wendler an, die Stelle des Oberschulrates in der Provinz Brandenburg zu übernehmen. Er lehnte das ab, wurde dann aber widerstrebend Schulrat im damaligen Landkreis Jerichow I, bevor er schon zwei Monate später mit der Leitung des Kulturamtes im Regierungsbezirk Magdeburg betraut wurde. 1947 gab er, um wieder ganz Schriftsteller zu sein, dieses Amt auf. Wendler war, u. a. mit Bruno Beye, Hermann Bruse, dem Pädagogen Oskar Linke und Herbert Stockmann, aktiv an der Entnazifizierung beteiligt. In Magdeburg war einer der Mitbegründer des Kulturbundes zur demokratischen Erneuerung Deutschlands. 
Er lebte freischaffend weiter in Burg und war 1947 auch Mitbegründer und bis zu seinem Tode auch der erste Vorsitzender des Schriftstellerverbandes Sachsen-Anhalt bzw. des Bezirkes Magdeburg. Als Nachwuchsorganisation des Deutschen Schriftstellerverbandes wurde mit seiner Unterstützung eine „Arbeitsgemeinschaft Junger Autoren“ (AJA) gegründet, in der er auch persönlich junge Talente, wie Brigitte Reimann, Martin Selber, Wolfgang Schreyer, Helmut Sakowski, Reiner Kunze und Wolf Dieter Brennecke, nachdrücklich förderte. Besonders Brigitte Reimann fand durch Wendler zu ihrem Stil.
Auch in dieser Zeit schrieb Otto Bernhard Wendler für Kinder und Erwachsene, für die Bühne und auch für den Film in West und Ost, darunter den von Heinz Rühmann produzierten Film „Martina“ (1949) und bei der DEFA „Die Meere rufen“ (1951). Acht Romane, mehr als 15 Kinder- und Jugendbücher, ein Dutzend Puppenspiele, Märchen, Erzählungen, Novellen, Filmbücher, Bühnenstücke, Trickfilme in Versen, Veröffentlichungen in Anthologien, Zeitschriften und Zeitungen bestimmten Wendlers umfangreiches, äußerst vielseitiges Werk.

## Werke

### Romane, Jugendbücher
- Soldaten Marieen. Die Chronik von der grausamen und tragischen Trennung der Geschlechter im Krieg. E. P. Tal $ Co., Wien 1929
- Laubenkolonie Erdenglück. Der Bücherkreis, Berlin 1931 (Roman)
- Peter macht das Rennen. Franz Schneider, Leipzig 1931 (Roman)
  - (englische Ausgabe: Methuen, London 1934)
- Jochen sucht den Sender R. O. K. Thienemann, Stuttgart (1932) (=Thiemanns illustrierte Zweimarkbücher) (Jugendbuch)
- Zirkuspaul. Franz Schneider, Leipzig 1932 (Jugendbuch)
- Drei Figuren aus einer Schiessbude. E. Prager, Leipzig und Wien (1932) (= Das Gesicht der Zeit; 10)  (Roman)
- Gode Wind ahoi! Thienemann, Stuttgart 1933 (=Thiemanns illustrierte Zweimarkbücher) (Jugendbuch)
- Die Hechte von Rotscherlinde. Franz Schneider, Leipzig 1933 (Jugendbuch)
- Elf Jungen in einem Boot. Eine lustige Jungengeschichte. Union, Stuttgart/Berlin/Leipzig (1933) (= Union-Jugend-Bücher)
- Alwin Klein seift alle ein. Franz Schneider, Leipzig 1934 (Jugendbuch), Illustrationen von Hans Kossatz
  - später deutlich verändert als: Fritz, der Bart ist ab! Franz Schneider, Augsburg (1953)
- Himmelblauer Traum eines Mannes. Societäts-Verlag, Frankfurt am Main 1934 (Roman)
- (als Peter Droß): Kleiner Spatz mit blauer Feder. Franz Schneider, Leipzig/Wien 1934 (Märchensammlung)
- (als Peter Droß): Johann ein Junge vom Saarhammer. Franz Schneider, Leipzig 1934 (Jugendbuch)
- (als Peter Droß): Vom Hündlein Strubbs. Franz Schneider, Leipzig (um 1934) (Jugendbuch)
- (als Peter Droß): Einmal möchte ich Lehrer sein. Franz Schneider, Leipzig/Wien (1935)
- Flinke Jungen – harte Pucks. Franz Schneider, Leipzig/Wien 1935 (Jugendbuch)
- Helene Hoerlyck: Inge muß in die Welt. Erlebnisse unter den Eingeborenen der Sundainseln. (Neubearbeitung der Übersetzung aus dem Dänischen) Franz Schneider, Berlin/Leipzig/Wien (1936)
- (als Peter Droß): Wir spielen durch das Jahr. Franz Schneider, Berlin/Wien/Leipzig (1936) (Jugendbuch)
- Der Schimmel Hektor trabt wieder. Franz Schneider, Berlin/Wien/Leipzig 1936 (Jugendbuch)
- Sommertheater. Schützen-Verlag, Berlin 1936 (Roman)
- (als Peter Droß): Ein lustig Stück von Kaspers Glück. Franz Schneider, Leipzig (1937)
- Rosenball. Schützen-Verlag, Berlin 1937 (Roman)
- Paul vom Zirkus Serpentini. Franz Schneider, Berlin/Leipzig 1938 (Jugendbuch)
  - (Ausgabe für die niederländische Schule – J. Muusses, Purmerend 1941, 1951 und 1957)
  - später als: Zirkuspaul. Die lustige Geschichte eines Jungen, der unter die Artisten will. Franz Schneider, Augsburg 1951 (Jugendbuch)
- Helene Hoerlyck: Inge erarbeitet sich die neue Heimat. Erlebnisse in Japan und Rückkehr nach Sumatra. (Neubearbeitung der Übersetzung aus dem Dänischen) Franz Schneider, Berlin/Leipzig (1941)
- Helene Hoerlyck: Inge auf Plantage Agnetenhöhe. Abenteuerliche Erlebnisse auf Sumatra. (Neubearbeitung der Übersetzung aus dem Dänischen) Franz Schneider, Berlin/Leipzig/Wien (1941)
- Das Mädchen Lantelme. Schützen-Verlag, Berlin 1943 (Roman)
- Die Geschenke des alten Tobias. Eine verwunderliche Geschichte. Mitteldeutsche Verlagsgesellschaft, Halle (Saale) 1948 (Jugendbuch)
- Der Junge mit der grossen Klappe. Mitteldeutsche Verlagsgesellschaft, Halle (Saale) 1949 (Jugendbuch)
- Der Pente ist da! Mitteldeutscher Verlag, Halle (Saale) 1950, mit Illustrationen von Wolfgang Mattheuer
- Als die Gewitter standen. Mitteldeutscher Verlag, Halle (Saale) 1954 (Roman)
- Von den sieben Seen. Mitteldeutscher Verlag, Halle (Saale) 1956 (Roman)

### Stücke
- Der Sprung ueber den Leierkasten. Bühnenverlag Ahn & Simrock, Berlin (um 1927)
- Der Stilze Rumpel. Eduard Bloch, Berlin 1927 (= Das Handpuppentheater; 4) (Puppenspiel)
- Knüppel aus dem Schnupftabak. Eduard Bloch, Berlin 1928 (= Das Handpuppentheater; 7) (Puppenspiel)
- Sieben auf einen Streich. Strauch, Leipzig (1928) (= Radirullala, Kaspar ist wieder da!; 6) (Puppenspiel)
- König werden ist nicht schwer. A. Strauch, Leipzig (1928) (= Radirullala, Kaspar ist wieder da!; 7) (Puppenspiel)
- Spuk um Mitternacht. A. Strauch, Leipzig (1928) (= Der Karren; 11) (Diebeskomödie)
- Der Bärenhäuter. Eduard Bloch, Berlin (1935) (= Norddeutsche Kinderspiele; 21) (Märchenspiel)
- Pygnalia. Die Drehbühne, Berlin 1942 (Komödie)
- Die Glut in der Asche. ca. 1950 (Tragikomödie, Jugendstück)
- Kapriolen. Henschelverlag, Berlin 1957 (Bühnenmanuskript) (Musikkomödie)
  - (tschechische Ausgabe: Moje žena Afrodita. Dilia, Prag 1959)
- Ein Schauspieler geht durch die Politik. Bauer, Berlin (1993)

### Drehbücher
- Daphne und der Diplomat. FDF 1937 (zusammen mit Regisseur Robert A. Stemmle nach dem Roman von Fritz von Woedtke)
- Ich bin gleich wieder da. UFA 1939
- Mann für Mann UFA 1939 (zusammen mit Hans Schmodde und Regisseur Robert A. Stemmle)
- Zwölf Minuten nach Zwölf. UFA 1939 (zusammen mit Georg Zoch)
- Jungens. UFA 1941 (nach dem Roman Die 13 Jungens von Dünendorf von Horst Kerrutt zusammen mit dem Buchautor und Regisseur Robert A. Stemmle)
- Der große Fall. Tobis-Filmkunst 1944/45 (Premiere 1949)
- Das fremde Leben. Berlin-Film 1944/45 (Premiere 1951 unter dem Titel Zwischen Herz und Gewissen)
- Martina. Comedia-Filmgesellschaft 1949 (Drehbuchmitarbeit)
- Die Meere rufen DEFA 1951 (zusammen mit Jan Petersen)